# Balto 2. – Farkaskaland
A Balto 2. – Farkaskaland (eredeti cím: Balto II: Wolf Quest) 2001-ben megjelent amerikai 2D-s számítógépes animációs film, amely a Balto-trilógia második része. Az animációs játékfilm rendezője és producere Phil Weinstein. A forgatókönyvet Dev Ross írta, a zenéjét Adam Berry szerezte. A videofilm a Universal Cartoon Studios gyártásában készült, a Universal Studios Home Entertainment forgalmazásában jelent meg. Műfaja fantasy kalandfilm.
Amerikában 2002. február 9-én DVD-n, Magyarországon 2001. november 27-én adták ki VHS-en, majd 2003. február 28-án DVD-n is kiadták az első filmmel együtt.

## Cselekmény
Balto megragadta a világ képzeletét. A kaland most folytatódik, és ezúttal Balto nincs egyedül, ami azt jelenti, hogy Balto apa lesz, és a kölykök - Aleu kivételével, jó helyekre kerülnek. Ám a kis Aleu rájön, hogy őt sosem fogják úgy elfogadni, mint a testvéreit, mert inkább farkasnak néz ki, mint kutyának. A feldúlt kölyök elszökik, hogy megkeresse élete értelmét, és meglelje igazi helyét a világban. Balto aggódik érte, és felkerekedik, hogy megtalálja Aleut. Így veszi kezdetét a nagyszabású farkaskaland Alaszka jeges rengetegein keresztül. A Balto 2 - Farkaskaland látványos, szívet melengető kalandfilm bátorságról, önmagunk megtalálásáról és az izgalomról, mely örökké élni fog a szívünkben.

## Szereplők
| Szereplő          | Eredeti hang      | Magyar hang        |
| ----------------- | ----------------- | ------------------ |
| Balto             | Maurice LaMarche  | Megyeri János      |
| Jenna             | Jodi Benson       | Kubik Anna         |
| Aleu              | Lacey Chabert     | Csondor Kata       |
| Nava              | David Carradine   | Gruber Hugó        |
| Niju              | Mark Hamill       | Balázsi Gyula      |
| Boris             | Charles Fleischer | Straub Dezső       |
| Muc               | Kevin Schon       | Kapácsy Miklós     |
| Luc               | Kevin Schon       | Seszták Szabolcs   |
| Rozsomák #1       | Kevin Schon       | Albert Péter       |
| Muru              | Peter MacNicol    | Szokol Péter       |
| Róka              | Mary Kay Bergman  | Holló Orsolya      |
| Rozsomák #3       | Mary Kay Bergman  | Grúber Zita        |
| Sumac             | Rob Paulsen       | Katona Zoltán      |
| Rozsomák #2       | Rob Paulsen       | Bolla Róbert       |
| Terrier           | Rob Paulsen       | Szűcs Sándor       |
| Nuk               | Joe Alaskey       | Sörös Miklós       |
| Vadász            | Joe Alaskey       | Szinovál Gyula     |
| Yak               | Jeff Bennett      | Varga Tamás        |
| Aniu, Balto anyja | Monnae Michaell   | Hűvösvölgyi Ildikó |
| Dingo             | Nicolette Little  | Győrfi Laura       |
| Saba              | Melanie Spore     | Berkes Boglárka    |
| Fiatal Aleu       | Molly Marlette    | Mánya Zsófi        |

## Betétdalok
| Dal                | Előadó |
| ------------------ | --- |
| Taking You Home    | Kimaya Seward                                                                                             |
| Muru's Chant       | Rob Paulsen                                                                                               |
| Who You Really Are | Rob Paulsen Amanda McBroom George Hall Roger Freeland Ali Olmo Lisa Harlow Stark Rob Trow                 |
| The Grand Design   | David Carradine Mark Hamill Amanda McBroom George Hall Roger Freeland Ali Olmo Lisa Harlow Stark Rob Trow |